# Stefan Mastaller
Stefan Mastaller (* 7. April 1995 in Wien) ist ein ehemaliger österreichischer Radsportler, der auf Bahn und Straße Rennen bestritt.

## Sportliche Laufbahn
2011 belegte Stefan Mastaller bei den österreichischen Bahnmeisterschaften Rang drei im Omnium der Junioren, 2013 wurde er bei den Junioren Dritter im Sprint. 2016 wurde er gemeinsam mit Tobias Wauch nationaler Vize-Meister im Zweier-Mannschaftsfahren, beim US-amerikanischen Rennen Harlem Skyscraper Cycling Classic belegte er den vierten Platz. 2017 wurde Mastaller erneut nationaler Vize-Meister im Madison, nun mit Stefan Matzner; in der Einerverfolgung belegte er Rang drei.
2016 startete Mastaller bei den Bahneuropameisterschaften der Junioren, ebenso im Jahr darauf. Ebenfalls 2017 wurde Mastaller für die Teilnahme an den UEC-Bahn-Europameisterschaften 2017 der Elite in Berlin nominiert. 2018 wurde er zweifacher österreichischer Meister, im Scratch sowie im Omnium.

## Erfolge
2018
- Österreichischer Meister – Scratch, Omnium